# Necrópolis de los Rabs
La necrópolis de los Rabs, también denominada necrópolis de Santa Mónica o necrópolis de Bordj-Djedid, es un cementerio del período púnico ubicado en el yacimiento arqueológico de Cartago, en Túnez, y que fue objeto de excavaciones a finales de siglo XIX y principios del siglo XX.
Las excavaciones fueron dirigidas por el padre Alfred Louis Delattre, en las condiciones habituales de las excavaciones del momento, lo que hizo que posteriormente la comprensión general del yacimiento fuese más complicada. El cementerio estaba dedicado a una clase social privilegiada de la ciudad púnica y se han encontrado varios sarcófagos de mármol, que se encuentran en el museo nacional de Cartago y el Museo del Louvre, y un rico mobiliario que incluye joyas y cerámica.

## Yacimiento
El yacimiento se encuentra ubicado en la colina Sainte-Moníque, entre la meseta de Bordj-Djedid y el convento de Sainte-Moníque. Es difícil precisar más su ubicación debido a la carencia de metodología arqueológica durante las excavaciones realizadas bajo la dirección del padre Alfred Louis Delattre.
La necrópolis fue usada desde finales del siglo V a. C. o principios del siglo IV a. C., hasta la destrucción de la ciudad púnica en el 146 a. C. En los siglos III y II los ritos funerarios utilizados fueron la incineración y el entierro; los fallecidos eran acompañados a su "último hogar" con joyas de oro, marfiles tallados, jarrones de bronce y cerámica siciliana o etrusca.
La necrópolis estaba dedicada a los entierros de la alta sociedad cartaginesa. El cementerio del Rab debe de haber acogido a los sacerdotes y sacerdotisas de Cartago.

## Redescubrimineto

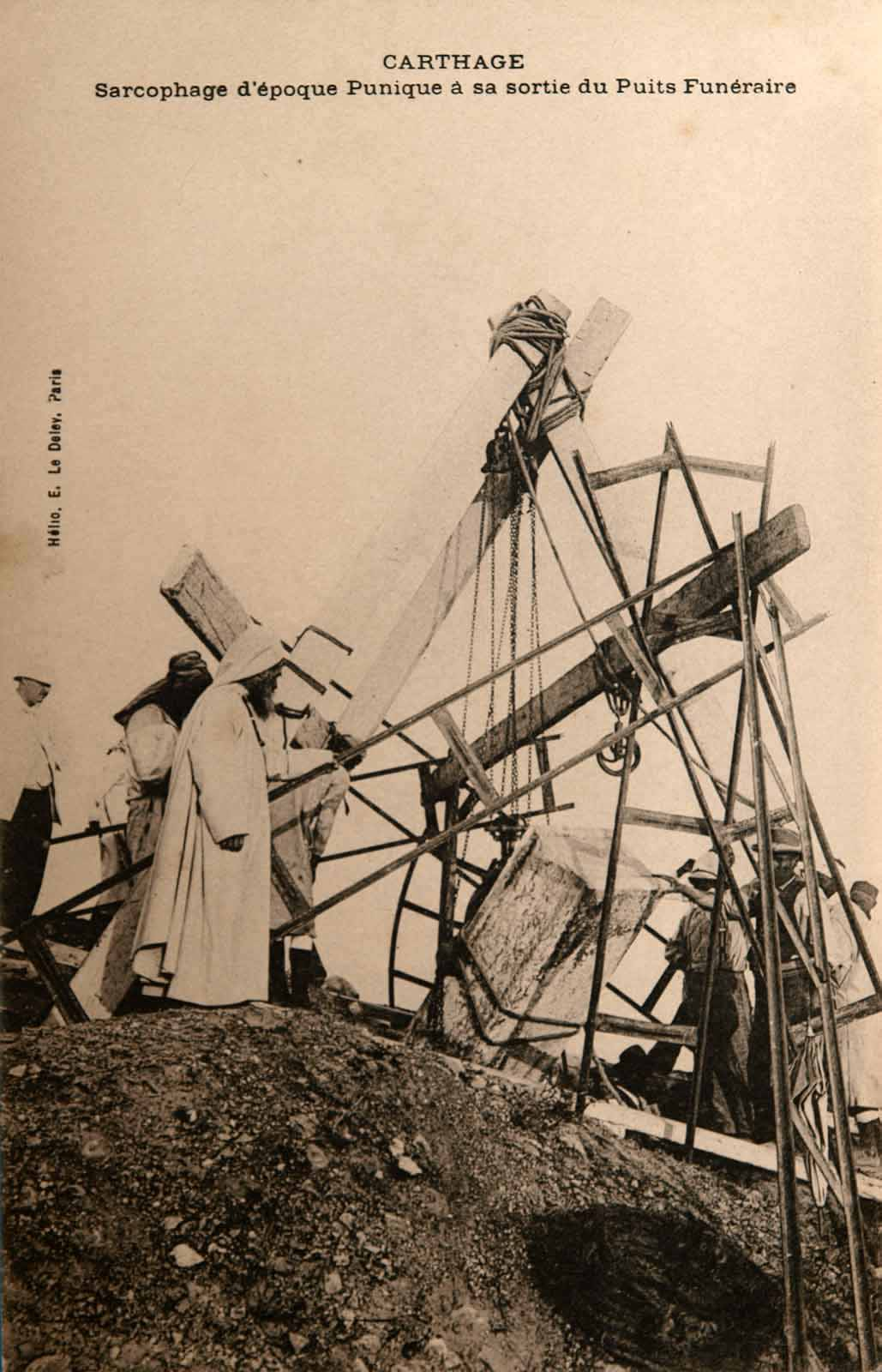
Antigua postal que muestra la salida de un sarcófago durante las excavaciones de la necrópolis dirigidas por el padre Delattre.

El yacimiento se excavó entre 1898 y 1906 según los métodos arqueológicos de comienzos del siglo XX, en unas condiciones deplorables desde la perspectiva de la arqueología del siglo XXI. Sin embargo, algunos consideran al padre Delattre culpable por ser un "aficionado", ya que no se levantó ningún plano de la necrópolis. Las excavaciones fueron financiadas por la Académie des inscriptions et belles-lettres.
En 1898, durante la excavación, se encontró un sarcófago de mármol pintado y un segundo en mayo de 1901. En 1902 se descubrió un sarcófago con el cuerpo de una mujer que tenía el rostro oculto con un velo, otros dos cuerpos y también la del sacerdote. En noviembre de 1902 se registró una sepultura con dos sarcófagos, un hombre y una mujer, pero fue profanado. Según el excavador, en el sarcófago del hombre había, en el momento de su descubrimiento, una gran insignia que simbolizaba la dignidad del personaje; y la mujer del otro sarcófago debió ser muy anciana debido a que la dentición estaba deteriorada.
Delattre propuso ofrecer uno de los sarcófagos al Museo del Louvre, la elección debía realizarla la institución entre varias obras. Finalmente, la administración pide traer los dos sarcófagos a su colección, la salida fue aceptada por Delattre y el servicio de antigüedades y artes de Túnez.
En 2015 se encontró una parte desconocida de la necrópolis tras unas excavaciones preventivas previas a la construcción de una villa cerca del palacio presidencial y de la villa Baizeau de Le Corbusier.

## Sarcófagos encontrados
Las excavaciones han reportado una quincena de sarcófagos de influencia griega, datados entre los siglos IV y III a. C., y que tienen paralelismos con algunos del sur de Italia y de Atenas.

### Sarcófagos de tapa esculpida
En 1986 se encontraron en el yacimiento cuatro sarcófagos de tapa esculpida y pintada, en caliza o en mármol,, así como un osario que representa a un sacerdote en la misma postura y vestido de manera similar a los de los grandes sarcófagos.
El uso de sarcófagos por los fenicios es muy antiguo y está inspirado en los ritos funerarios del Antiguo Egipto. El muerto se encuentra de pie, pero en posición horizontal.
Dos de los sarcófagos tienen esculpidos un sacerdote vestido con una túnica, la mano derecha levantada en gesto de adoración y la mano izquierda con una casuela de incienso. El gesto de la oración es frecuente en la civilización cartaginesa. El rostro del sacerdote es calmado, serio y solemne. La representación en relieve de bulto redondo y el uso de la pintura dan a la obra una gran vitalidad. Una de las salas en las que se encontró un sarcófago de sacerdote también albergaba el de una sacerdotisa. Unos ladrones de tumbas le cortaron los párpados a ambos relieves, pero afortunadamente no dañaron la cara de los personajes.
El relieve del sarcófago de la sacerdotisa (en francés: sarcophage de la prêtresse, también denominado sarcófago de la sacerdotisa alada (en francés: sarcophage de la prêtresse ailée, representa a una mujer con alas de pájaro que posiblemente simboliza a la diosa Tanit; una mano sostiene a una paloma boca abajo, como signo de luto, y la otra sostiene un frasco de perfume con "un aire de majestuosidad y grandeza". Usa un peinado egipcio y las alas recuerda a los atributos de Isis o Neftis. También se observa influencia griega. El sarcófago de la sacerdotisa es, según Hédi Dridi, un indudable manifiesto del eclecticismo púnico. Este tipo de sarcófago en madera también se encuentra en los hallazgos de Cartago y de Kerkouane, y es posible que fuese inspiración para las obras etruscas.
El sarcófago femenino del Louvre muestra a una sacerdotisa que se cubre con un velo, un parentesco bovino con las obras griegas del siglo IVa. C. Antoine de Héron de villefosse señala que la actitud de la joven está llena de modestia y gracia, se trabaja la obra para representar la persona viva.

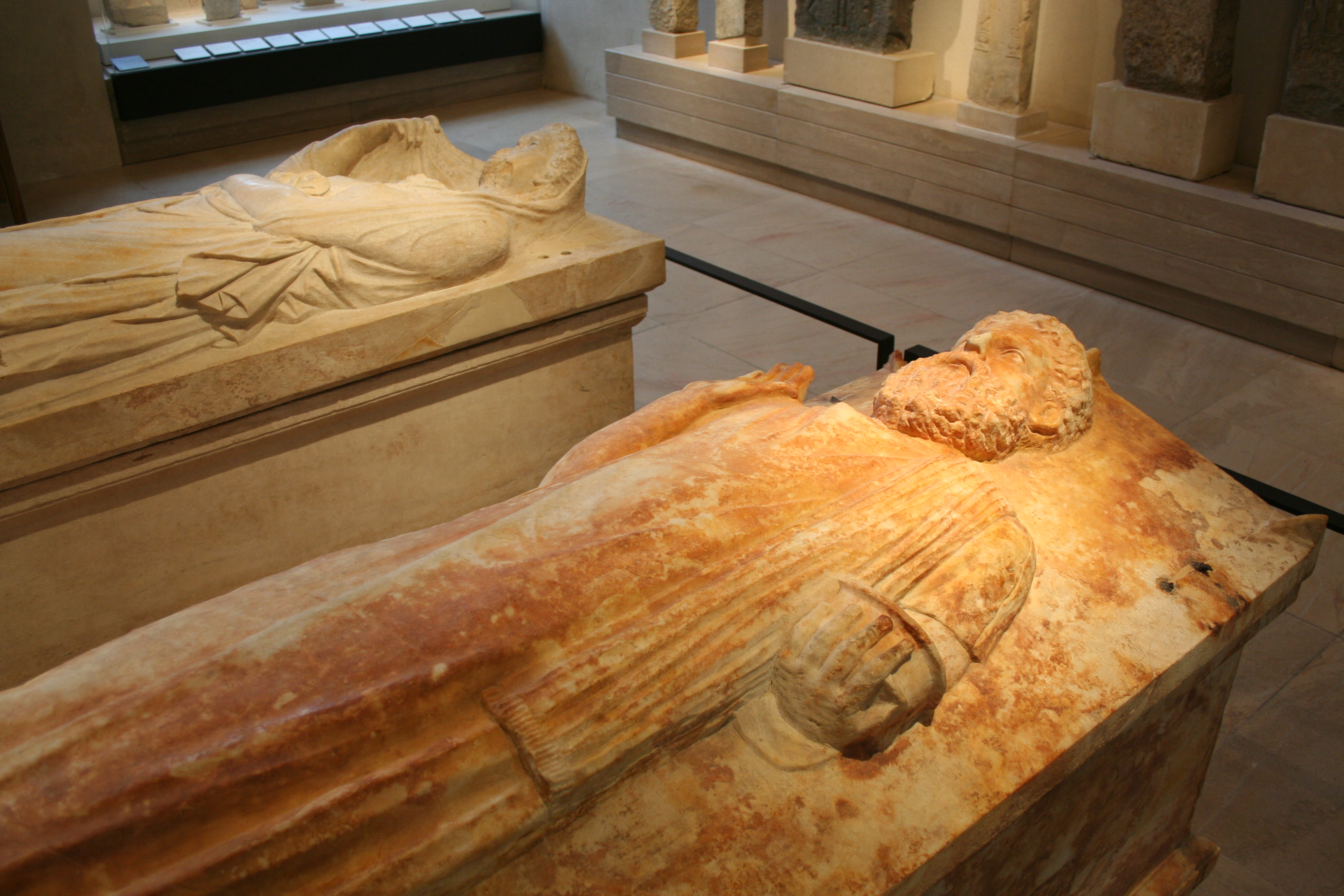
Sarcófagos de la necrópolis de Rabs conservados en la sala de Cartago del Museo del Louvre
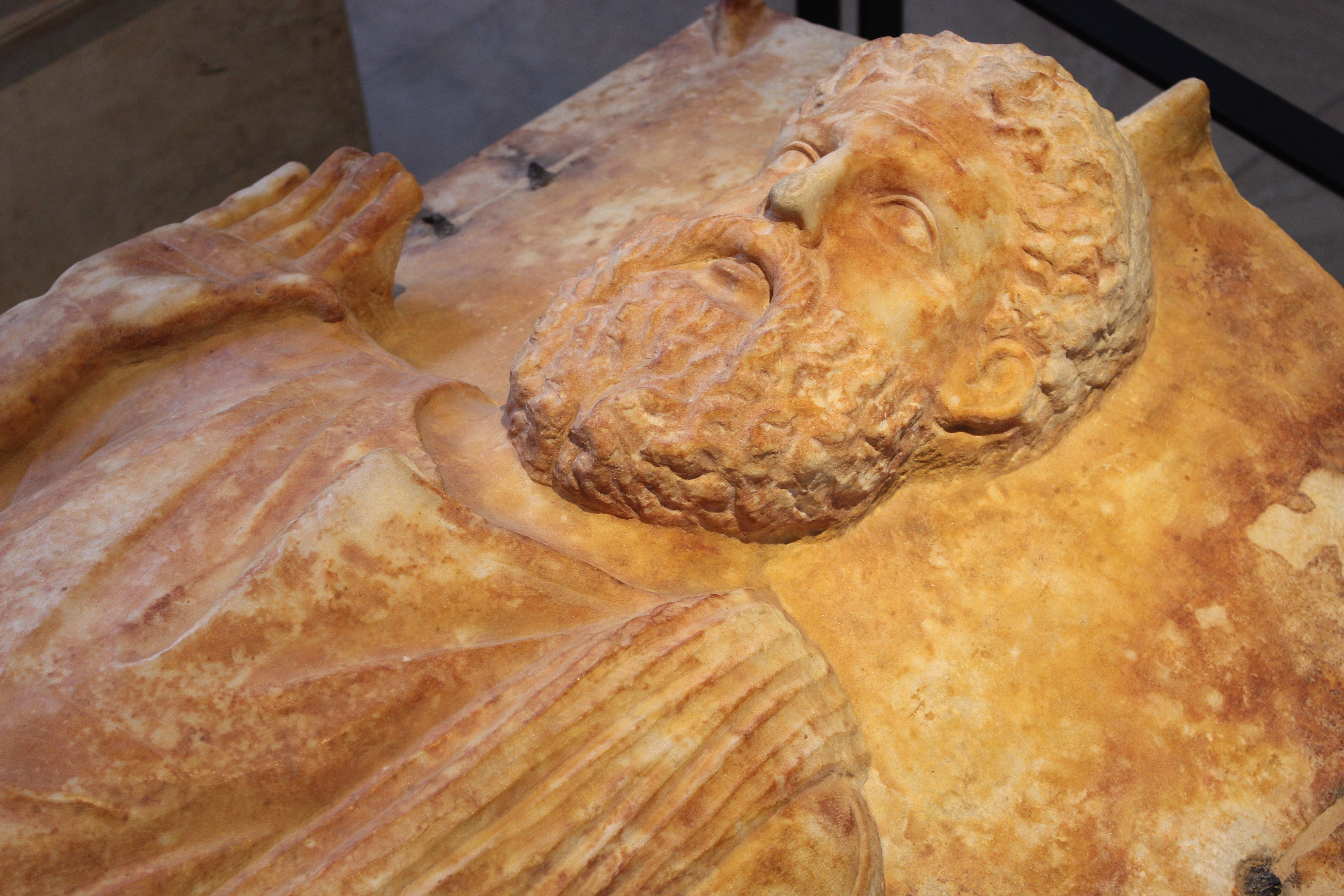
Detalle del sarcófago del sacerdote
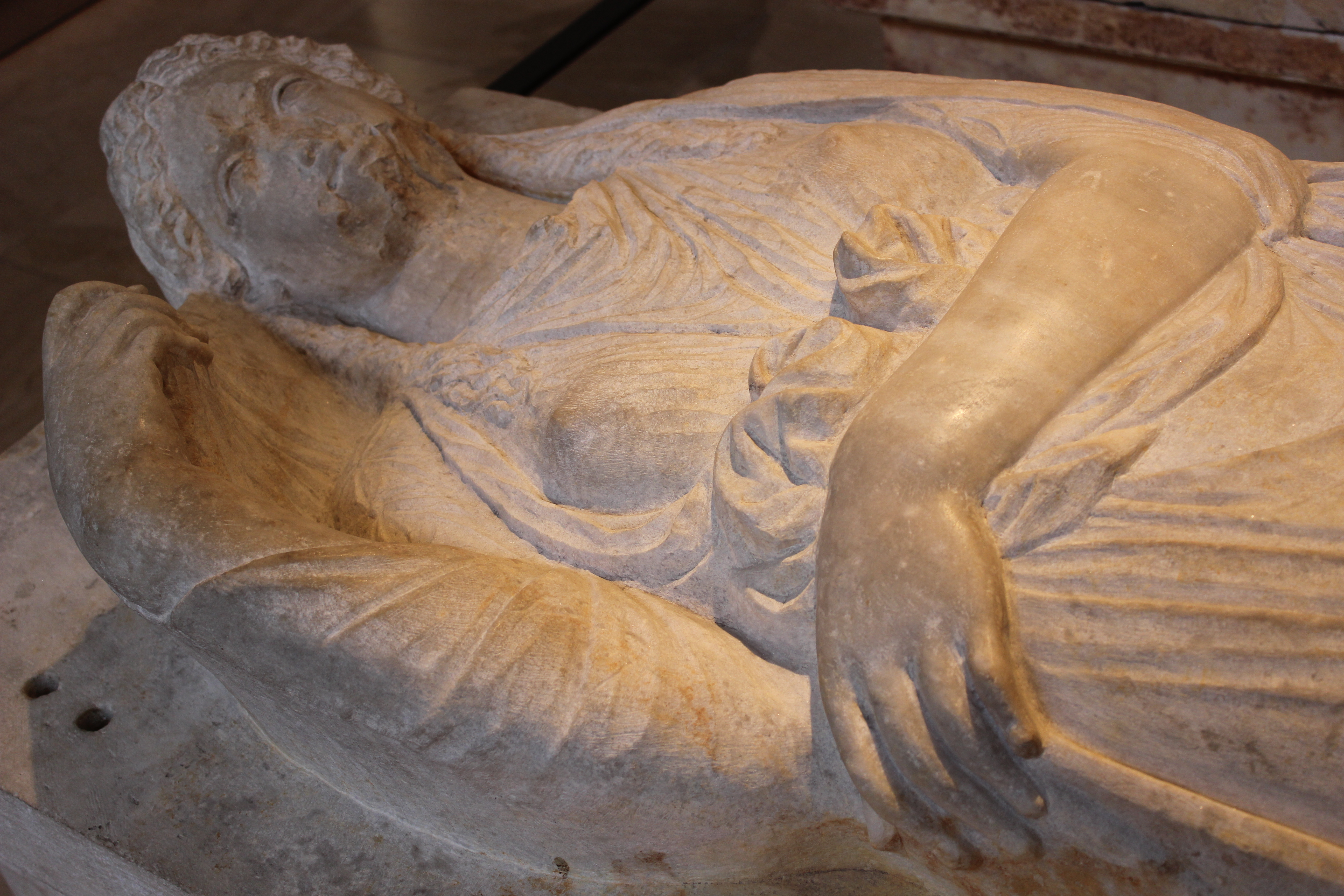
Detalle del sarcófago de la sacerdotisa
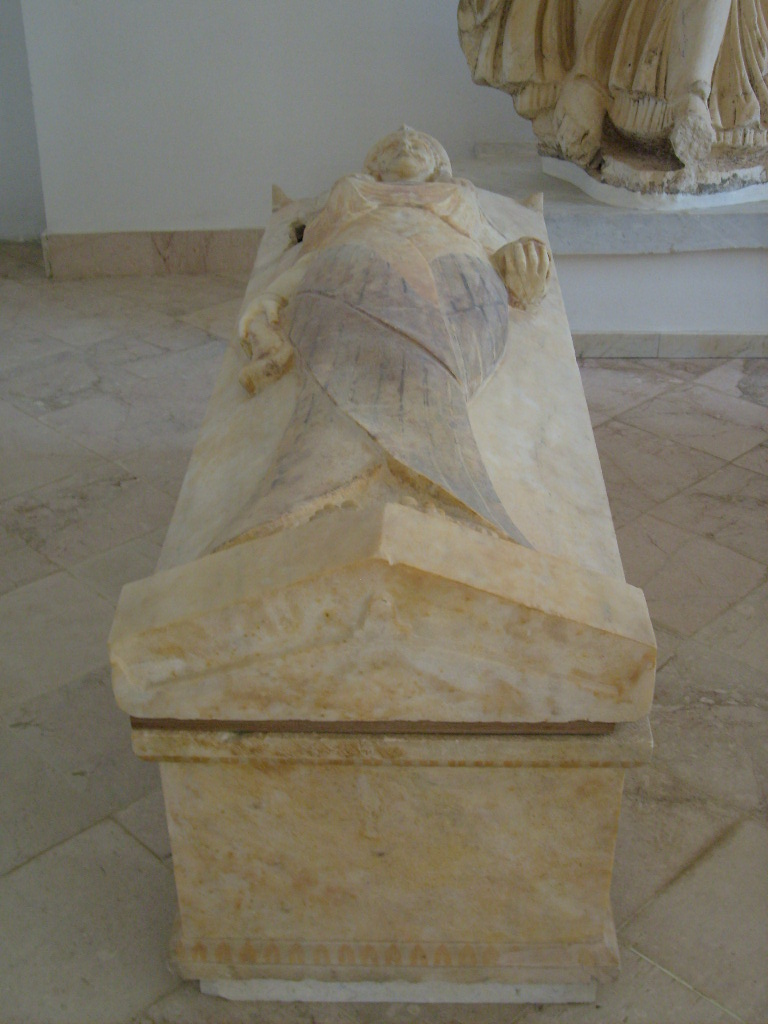
Sarcófago de la sacerdotisa conservado en el museo nacional de Cartago, realizado en mármol y datado entre el siglo IV y el III a.C. Mide 76 × 197 × 68 cm
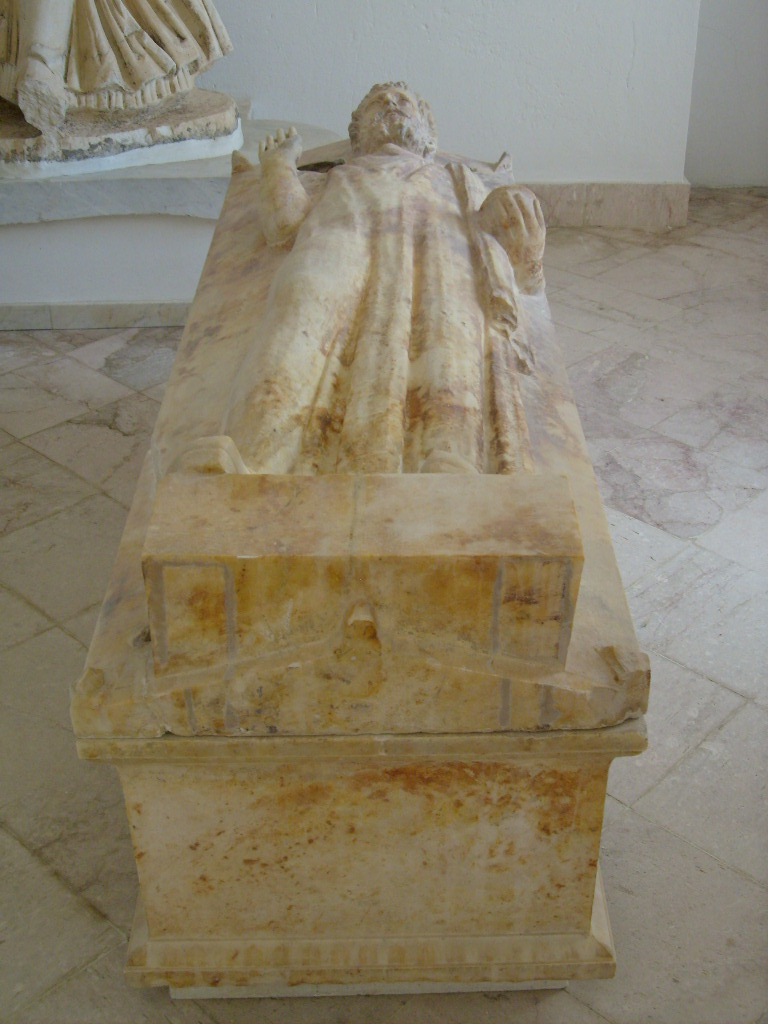
Sarcófago del sacerdote conservado en el museo nacional de Cartago, realizado en mármol blanco y antiguamente pintado, datado del siglo IV a. C. Mide 72 × 193 × 65 cm

### Sarcófagos en forma de templo griego

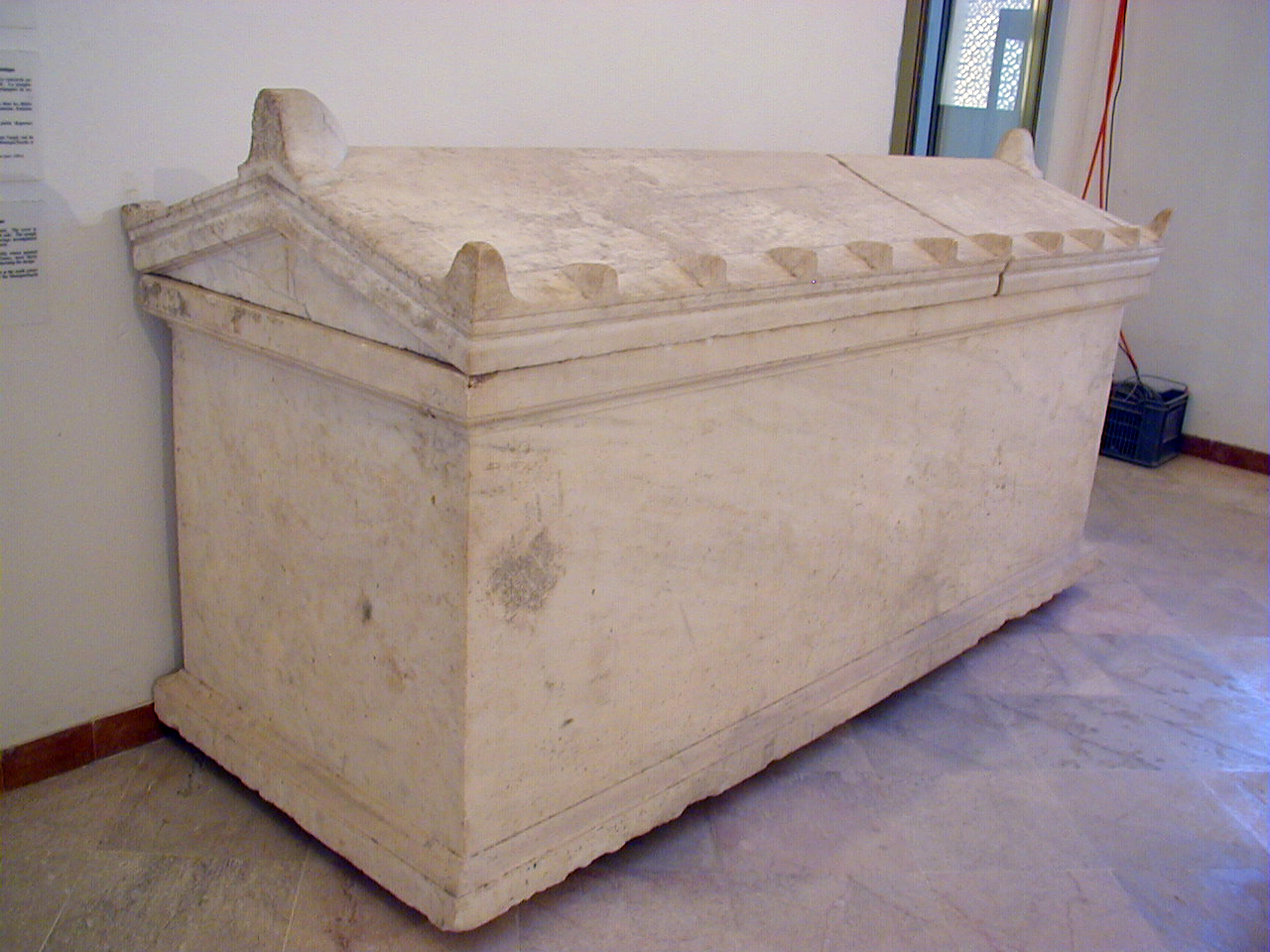
Sarcófago en mármol conservado en el museo nacional de Cartago

Algunos sarcófagos tiene la forma de los templo griego, con acróteras y frotones que estaban pintados, pero que se borraron después de su descubrimiento. Pueden haber sido realizados en Cartago por inmigrantes griegos. Aunque es probable que el origen sea griego, estaban destinados a la élite económica púnica. El sarcófago, el cuenco y la tapa forman la imagen de la casa de los muertos.